# Список гідроелектростанцій України

## Реалізовані
| Річка           | Місцезнаходження                | Назва                                  | Потужність (МВт) | Статус                | Запуск першої черги |
| --------------- | ------------------------------- | -------------------------------------- | ---------------- | --------------------- | ------------------- |
| Дніпро          | Київський гідровузол            | Київська ГЕС                           | 408,5            | Працює                | 1964                |
| Дніпро          | Київський гідровузол            | Київська ГАЕС                          | 235,5/135        | Працює                | 1970                |
| Дніпро          | Канівський гідровузол           | Канівська ГЕС                          | 444              | Працює                | 1972                |
| Дніпро          | Канівський гідровузол           | Канівська ГАЕС                         | 1 000/1040       | На стадії будівництва | 202?                |
| Дніпро          | Кременчуцький гідровузол        | Кременчуцька ГЕС                       | 700,4            | Працює                | 1959                |
| Дніпро          | Середньодніпровський гідровузол | Середньодніпровська ГЕС                | 352              | Працює                | 1963                |
| Дніпро          | Дніпровський гідровузол         | Дніпровська ГЕС                        | 1569             | Тимчасово зупинена    | 1932                |
| Дніпро          | Каховський гідровузол           | Каховська ГЕС                          | 351              | Зруйнована            | 1955                |
| Дніпро          | Каховський гідровузол           | Каховська ГЕС-2                        | 250              | На стадії будівництва | 203?                |
| Дністер         |                                 | Дністровська ГЕС                       | 702              | Працює                | 1981                |
| Дністер         | Дністровська ГЕС-2              | 40,8                                   | Працює           | 1999                  |                     |
| Дністер         | Дністровська ГАЕС               | Фактична: 1296/1684 Проектна:2268/2947 | Працює/Будується | 2009                  |                     |
| Південний Буг   |                                 | Первомайська ГЕС                       | 1,770            | Працює                | 1929                |
| Південний Буг   | Ташлицька ГАЕС                  | Фактична: 453/649,5 Проектна: 906/1299 | Працює/Будується | 2006                  |                     |
| Південний Буг   | Олександрівська ГЕС             | 11,5                                   | Працює           | 1999                  |                     |
| Південний Буг   | Костянтинівська ГЕС             | 430 (проєкт)                           | Скасована        | ????                  |                     |
| Теребля та Ріка |                                 | Теребле-Ріцька ГЕС                     | 27               | Працює                | 1955                |

## Нереалізовані
- Десенська ГЕС

## Плановані
- Закарпатська ГАЕС
- Запорізька ГАЕС
- Полтавська ГАЕС